# Gran Premio motociclistico di Cecoslovacchia 1989
Il Gran Premio motociclistico di Cecoslovacchia 1989 fu il quattordicesimo appuntamento del motomondiale 1989 e penultima prova dell'anno.
Si svolse il 27 agosto 1989 sul circuito di Brno e vide la vittoria di Kevin Schwantz nella classe 500, di Reinhold Roth nella classe 250, di Àlex Crivillé in classe 125 e di Herri Torrontegui nella classe 80. Nella gara dei sidecar si è imposto l'equipaggio Egbert Streuer/Geral de Haas.
Al termine della gara sono stati assegnati matematicamente tre titoli iridati della stagione, dopo quello della classe 250 vengono assegnati allo spagnolo Àlex Crivillé quello della classe 125 e al connazionale Manuel Herreros quello della classe 80 che ha disputato qui la quarantasettesima e ultima prova della sua storia. Tra i sidecar si aggiudica il terzo titolo consecutivo l'equipaggio britannico Steve Webster/Tony Hewitt.

## Classe 500

### Arrivati al traguardo
| Pos. | Pilota              | Moto   | Tempo     | Griglia | Punti |
| ---- | ------------------- | ------ | --------- | ------- | ----- |
| 1    | Kevin Schwantz      | Suzuki | 48.20.649 | 1       | 20    |
| 2    | Eddie Lawson        | Honda  | +5.977    | 2       | 17    |
| 3    | Wayne Rainey        | Yamaha | +26.031   | 4       | 15    |
| 4    | Christian Sarron    | Yamaha | +26,056   | 3       | 13    |
| 5    | Pierfrancesco Chili | Honda  | +51.153   | 9       | 11    |
| 6    | Niall Mackenzie     | Yamaha | +51.158   | 5       | 10    |
| 7    | Kevin Magee         | Yamaha | +52.931   | 7       | 9     |
| 8    | Ron Haslam          | Suzuki | +55.071   | 6       | 8     |
| 9    | Tadahiko Taira      | Yamaha | +1.19.178 | 10      | 7     |
| 10   | Adrien Morillas     | Honda  | +1.25.785 | 13      | 6     |
| 11   | Randy Mamola        | Cagiva | +1.28.975 | 12      | 5     |
| 12   | Robert McElnea      | Honda  | +1.50.777 | 11      | 4     |
| 13   | Alberto Rota        | Yamaha | 1 giro    | 15      | 3     |
| 14   | Alessandro Valesi   | Yamaha | 1 giro    | 14      | 2     |
| 15   | Peter Lindén        | Honda  | 1 giro    | 17      | 1     |
| 16   | Juan López Mella    | Honda  | 1 giro    | 16      |       |
| 17   | Eddie Laycock       | Honda  | 1 giro    | 18      |       |
| 18   | Bruno Kneubühler    | Honda  | 1 giro    | 25      |       |
| 19   | Fabio Biliotti      | Honda  | 1 giro    | 24      |       |
| 20   | Michael Rudroff     | Honda  | 1 giro    | 22      |       |
| 21   | Simon Buckmaster    | Honda  | 1 giro    | 20      |       |
| 22   | Stefan Klabacher    | Honda  | 1 giro    | 23      |       |
| 23   | Andreas Leuthe      | Suzuki | 1 giro    | 26      |       |
| 24   | Josef Doppler       | Suzuki | 1 giro    | 28      |       |
| 25   | Fernando De Nicolás | Honda  | 2 giri    | 32      |       |
| 26   | Vincenzo Cascino    | Suzuki | 2 giri    | 31      |       |
| 27   | Rudolf Zeller       | Honda  | 2 giri    | 33      |       |
| 28   | Pavel Dekanek       | Honda  | 2 giri    | 29      |       |
| 29   | Dario Marchetti     | Honda  | 2 giri    | 36      |       |
| 30   | Harry Heutmekers    | Suzuki | 2 giri    | 37      |       |
| 31   | Michael Kaplan      | Honda  | 4 giri    | 34      |       |

### Ritirati
| Pilota               | Moto  | Motivo | Griglia |
| -------------------- | ----- | ------ | ------- |
| Cees Doorakkers      | Honda |        | 27      |
| Helmut Schütz        | Honda |        | 35      |
| Karl Dauer           | Honda |        | 30      |
| Nicholas Schmassmann | Honda |        | 21      |
| Marco Papa           | Paton |        | 19      |

### Non partito
| Pilota        | Moto  | Motivo | Griglia |
| ------------- | ----- | ------ | ------- |
| Wayne Gardner | Honda |        | 8       |

## Classe 250

### Arrivati al traguardo
| Pos. | Pilota                    | Moto      | Tempo     | Griglia | Punti |
| ---- | ------------------------- | --------- | --------- | ------- | ----- |
| 1    | Reinhold Roth             | Honda     | 43.33.880 | 1       | 20    |
| 2    | Masahiro Shimizu          | Honda     | +0.001    | 6       | 17    |
| 3    | Jacques Cornu             | Honda     | +0.257    | 2       | 15    |
| 4    | Sito Pons                 | Honda     | +0,844    | 3       | 13    |
| 5    | Helmut Bradl              | Honda     | +5.694    | 5       | 11    |
| 6    | Luca Cadalora             | Yamaha    | +5.761    | 4       | 10    |
| 7    | Juan Garriga              | Yamaha    | +10.187   | 8       | 9     |
| 8    | Carlos Cardús             | Honda     | +16.617   | 7       | 8     |
| 9    | Carlos Lavado             | Aprilia   | +27.811   | 11      | 7     |
| 10   | Alex Barros               | Yamaha    | +33.341   | 13      | 6     |
| 11   | Wilco Zeelenberg          | Honda     | +40.496   | 16      | 5     |
| 12   | Paolo Casoli              | Honda     | +40.585   | 21      | 4     |
| 13   | Didier de Radiguès        | Aprilia   | +41.005   | 10      | 3     |
| 14   | Daniel Amatriaín          | Honda     | +41.414   | 15      | 2     |
| 15   | Manfred Herweh            | Yamaha    | +46.745   | 18      | 1     |
| 16   | Alberto Puig              | Yamaha    | +53.163   | 17      |       |
| 17   | Gary Cowan                | Yamaha    | +57.366   | 19      |       |
| 18   | Maurizio Vitali           | Honda     | +57.561   | 27      |       |
| 19   | Alain Bronec              | Aprilia   | +57.870   | 23      |       |
| 20   | Harald Eckl               | Aprilia   | +1.00.674 | 22      |       |
| 21   | Jochen Schmid             | Honda     | +1.00.981 | 20      |       |
| 22   | Patrick van den Goorbergh | Yamaha    | +1.15.371 | 24      |       |
| 23   | Renzo Colleoni            | Aprilia   | +1.15.460 | 25      |       |
| 24   | August Auinger            | Yamaha    | +1.23.907 | 29      |       |
| 25   | Luis Lavado               | Yamaha    | +1.24.876 | 32      |       |
| 26   | Bernard Schick            | Yamaha    | +1.25.041 | 30      |       |
| 27   | Virginio Ferrari          | Gazzaniga | +1.36.639 | 33      |       |
| 28   | Frédéric Protat           | Aprilia   | +1.36.655 | 35      |       |
| 29   | Jean-Francois Foray       | Yamaha    | +2.00.186 | 36      |       |
| 30   | Urs Jücker                | Yamaha    | +2.10.253 | 38      |       |
| 31   | Jean-François Baldé       | Yamaha    | 1 giro    | 34      |       |
| 32   | Arpad Harmati             | Yamaha    |           | 39      |       |
| 33   | Andreas Preining          | Aprilia   |           | 26      |       |

### Ritirati
| Pilota           | Moto    | Motivo | Griglia |
| ---------------- | ------- | ------ | ------- |
| Stefano Caracchi | Honda   |        | 28      |
| Fausto Ricci     | Aprilia |        | 31      |

### Non partiti
| Pilota               | Moto    | Motivo | Griglia |
| -------------------- | ------- | ------ | ------- |
| Alberto Rota         | Aprilia |        | 37      |
| Jean-Philippe Ruggia | Yamaha  |        | 9       |
| Loris Reggiani       | Honda   |        | 12      |
| Martin Wimmer        | Aprilia |        | 14      |

## Classe 125

### Arrivati al traguardo
| Pos. | Pilota           | Moto     | Tempo     | Griglia | Punti |
| ---- | ---------------- | -------- | --------- | ------- | ----- |
| 1    | Àlex Crivillé    | JJ Cobas | 39.28.521 | 1       | 20    |
| 2    | Hans Spaan       | Honda    | +4,339    | 3       | 17    |
| 3    | Stefan Prein     | Honda    | +6,211    | 9       | 15    |
| 4    | Jorge Martínez   | Derbi    | +13,337   | 13      | 13    |
| 5    | Hisashi Unemoto  | Honda    | +13,340   | 4       | 11    |
| 6    | Ezio Gianola     | Honda    | +13,626   | 7       | 10    |
| 7    | Koji Takada      | Honda    | +18,098   | 2       | 9     |
| 8    | Allan Scott      | Honda    | +19,651   | 8       | 8     |
| 9    | Alfred Waibel    | Honda    | +24,592   | 5       | 7     |
| 10   | Adi Stadler      | Honda    | +25,465   | 17      | 6     |
| 11   | Robin Appleyard  | Honda    | +26,244   | 11      | 5     |
| 12   | Taru Rinne       | Honda    | +27,273   | 12      | 4     |
| 13   | Dirk Raudies     | Honda    | +27,385   | 23      | 3     |
| 14   | Fausto Gresini   | Garelli  | +35,355   | 25      | 2     |
| 15   | Heinz Lüthi      | Honda    | +35,444   | 20      | 1     |
| 16   | Robin Milton     | Honda    | +35,513   | 14      |       |
| 17   | Lucio Pietroniro | Honda    | +35,682   | 10      |       |
| 18   | Flemming Kistrup | Honda    | +35,882   | 16      |       |
| 19   | Mike Leitner     | Honda    | +58,082   | 15      |       |
| 20   | Stuart Edwards   | Honda    | +1.01.137 | 30      |       |
| 21   | Emilio Cuppini   | Aprilia  | +1.06.182 | 26      |       |
| 22   | Johnny Wickström | Honda    | +1.11.614 | 21      |       |
| 23   | Hubert Abold     | Rotax    | +1.12.001 | 22      |       |
| 24   | Bruno Casanova   | Aprilia  | +1.21.903 | 34      |       |
| 25   | Hervé Duffard    | Honda    | +1.40.260 | 33      |       |
| 26   | Rafael Roses     | Honda    | +2.07.266 | 27      |       |

### Ritirati
| Pilota             | Moto      | Motivo | Griglia |
| ------------------ | --------- | ------ | ------- |
| Manuel Hernández   | Honda     |        | 24      |
| Ralf Waldmann      | Seel      |        | 18      |
| Alex Bedford       | EMC       |        | 32      |
| Thierry Feuz       | Honda     |        | 19      |
| Herri Torrontegui  | Honda     |        | 28      |
| Håkan Olsson       | Rotax     |        | 36      |
| Domenico Brigaglia | Garelli   |        | 35      |
| Doriano Romboni    | Honda     |        | 29      |
| Corrado Catalano   | Gazzaniga |        | 6       |

## Classe 80

### Arrivati al traguardo
| Pos. | Pilota             | Moto      | Tempo     | Griglia | Punti |
| ---- | ------------------ | --------- | --------- | ------- | ----- |
| 1    | Herri Torrontegui  | Krauser   | 31.30.37  | 2       | 20    |
| 2    | Manuel Herreros    | Derbi     | +18.781   | 5       | 17    |
| 3    | Jorge Martínez     | Derbi     | +19.178   | 3       | 15    |
| 4    | Jörg Seel          | Seel      | +21.490   | 6       | 13    |
| 5    | Stefan Dörflinger  | Krauser   | +21.490   | 1       | 11    |
| 6    | Luis Alvaro        | Krauser   | +32.490   | 10      | 10    |
| 7    | Paolo Priori       | Krauser   | +33.461   | 15      | 9     |
| 8    | Gabriele Gnani     | Gnani     | +35.434   | 20      | 8     |
| 9    | Bernd Völkel       | Seel      | +37.942   | 14      | 7     |
| 10   | Bogdan Nikolov     | Krauser   | +45.092   | 8       | 6     |
| 11   | Jaime Mariano      | Casal     | +45.188   | 21      | 5     |
| 12   | Jos van Dongen     | Casal     | +47.324   | 7       | 4     |
| 13   | Bert Smit          | Krauser   | +47.433   | 23      | 3     |
| 14   | János Szabó        | Krauser   | +1.11.075 | 24      | 2     |
| 15   | Heinz Paschen      | Casal     | +1.13.822 | 26      | 1     |
| 16   | José Saez          | Krauser   | +1.14.194 | 18      |       |
| 17   | Günter Schirnhofer | Krauser   | +1.14.195 | 13      |       |
| 18   | René Dünki         | LCR       | +1.14.538 | 11      |       |
| 19   | Ralf Waldmann      | Seel      | +1.14.539 | 12      |       |
| 20   | Janez Pintar       | Eberhardt | +1.14.861 | 22      |       |
| 21   | Antonio Sánchez    | JJ Cobas  | +1.19.733 | 17      |       |
| 22   | Stefan Brägger     | Casal     | +1.23.290 | 30      |       |
| 23   | Reiner Koster      | Kroko     | +1.39.049 | 16      |       |
| 24   | Matthias Ehinger   | BMC       | +1.43.722 | 37      |       |
| 25   | Thomas Engl        | Esch      | +1.55.110 | 28      |       |
| 26   | Zdravko Matulja    | Casal     | +2.07.286 | 31      |       |
| 27   | Chris Baert        | Bultaco   | +2.28.131 | 34      |       |
| 28   | Maik Stief         | Casal     | +2.28.755 | 35      |       |

### Ritirati
| Pilota          | Moto    | Motivo | Griglia |
| --------------- | ------- | ------ | ------- |
| Peter Öttl      | Krauser |        | 4       |
| Hans Koopman    | Ziegler |        | 9       |
| Paul Bordes     | RB      |        | 33      |
| Roberto Sassone | Unimoto |        | 27      |
| Jacques Bernard | Fantic  |        | 19      |
| Joaquin Gali    | Krauser |        | 32      |
| Javier Arumi    | Krauser |        | 29      |
| Stefan Kurfiss  | Krauser |        | 25      |

## Classe sidecar
L'ultima gara della stagione va all'equipaggio Egbert Streuer-Geral de Haas, ma a Steve Webster-Tony Hewitt, arrivati a Brno con 14 punti di vantaggio sugli olandesi, il terzo posto è sufficiente per laurearsi campioni per la terza volta consecutiva. La gara è caratterizzata dal ritiro al primo giro per problemi meccanici di Rolf Biland-Kurt Waltisperg, che partivano dalla pole position; il secondo posto alle spalle di Streuer è di un altro equipaggio svizzero, quello dei fratelli Egloff.
La classifica finale vede Webster con 145 punti, davanti a Streuer a 136; Michel con 109 punti è terzo sopravanzando Biland, fermo a 105.
Quella di Brno è anche l'ultima gara nel motomondiale per Rolf Steinhausen, campione del mondo 1975 e 1976.

### Arrivati al traguardo (posizioni a punti)[5]
| Pos | Pilota             | Passeggero       | Moto          | Tempo     | Punti |
| --- | ------------------ | ---------------- | ------------- | --------- | ----- |
| 1   | Egbert Streuer     | Geral de Haas    | LCR-Yamaha    | 37'33"835 | 20    |
| 2   | Markus Egloff      | Urs Egloff       | SMS-Yamaha    | 37'36"395 | 17    |
| 3   | Steve Webster      | Tony Hewitt      | LCR-Krauser   | 37'43"371 | 15    |
| 4   | Alain Michel       | Jean-Marc Fresc  | LCR-Krauser   |           | 13    |
| 5   | Steve Abbott       | Shaun Smith      |               |           | 11    |
| 6   | Alfred Zurbrügg    | Martin Zurbrügg  | LCR-Yamaha    |           | 10    |
| 7   | Masato Kumano      | Gavin Simmons    | LCR-Yamaha    |           | 9     |
| 8   | Bernd Scherer      | Thomas Schröder  | BSR-Krauser   |           | 8     |
| 9   | Rolf Steinhausen   | Bruno Hiller     | Busch         |           | 7     |
| 10  | Fritz Stölzle      | Hubert Stölzle   | LCR-Krauser   |           | 6     |
| 11  | Yoshisada Kumagaya | Phillip Coombes  | Windle-Yamaha |           | 5     |
| 12  | Gary Thomas        | Eckart Rösinger  | LCR-Krauser   |           | 4     |
| 13  | Tony Wyssen        | Kilian Wyssen    | LCR-Krauser   |           | 3     |
| 14  | Theo van Kempen    | Simon Birchall   | LCR-Krauser   |           | 2     |
| 15  | Tony Baker         | Trevor Hopkinson | LCR-Krauser   |           | 1     |